# حمام گوجان
حمام گوجان مربوط به دوره قاجار است و در شهر گوجان، شهرستان فارسان، بخش مرکزی واقع شده و این اثر در تاریخ ۱۲ شهریور ۱۳۸۶ با شمارهٔ ثبت ۱۹۵۲۳ به‌عنوان یکی از آثار ملی ایران به ثبت رسیده است.